# One Metropolitan Square
One Metropolitan Square, también conocida como Met Square, es un rascacielos de oficinas terminado en 1989, ubicado en el centro de San Luis, Misuri. Con 180,7 m, es el edificio más alto de la ciudad y el segundo edificio más alto de Misuri detrás de One Kansas City Place en Kansas City (la estructura más alta del estado es el Arco Gateway).
Metropolitan Square se encuentra en el sitio de dos rascacielos demolidos: el edificio Third National Bank y el Commercial Building. Los principales inquilinos incluyen la firma de arquitectura Hellmuth, Obata y Kassabaum, que también diseñó el edificio.
El edificio fue construido por McCarthy Building Companies, Inc., el mayor contratista general de St. Louis. A principios de mayo de 2014, un dron quadcopter DJI Phantom se estrelló contra el edificio.